# Ap- och Bp-stjärnor
Ap- och Bp-stjärnor är kemiskt speciella stjärnor (därav "p") av typ A och B som visar överskott av vissa metaller, såsom strontium, krom och europium. Dessutom ses större överskott ofta av praseodym och neodym. Dessa stjärnor har en mycket långsammare rotation än normalt för stjärnor i A- och B-typ, även om vissa uppvisar rotationshastighet upp till ca 100 km/s.

## Magnetiska fält
De har också starkare magnetfält än klassiska stjärnor av A- eller B-typ som till exempel HD 215441 och når 33,5 kGauss. Typiska magnetfältet för dessa stjärnor ligger vanligtvis i området från några kG till tiotals kG. I de flesta fall är ett fält som modelleras som en enkel dipol en bra approximation och ger en förklaring till varför det finns en tydlig periodisk variation i magnetfältet. I och med att ett sådant fält inte är i linje med rotationsaxeln kommer fältstyrkan att förändras när stjärnan roterar. Till stöd för denna teori har det noterats att variationerna i magnetfältet är omvänt korrelerade med rotationshastigheten. Denna modell av ett dipolärt fält, där den magnetiska axeln är förskjuten i förhållande till rotationsaxeln, är känd som den sneda rotatormodellen.
Ursprunget till sådana högmagnetiska fält i Ap-stjärnor är problematiskt och två teorier har föreslagits för att förklara dem. 
Den första är den fossila fälthypotesen, där fältet är en relik från det initiala fältet i det interstellära mediet (ISM). Det finns tillräckligt med magnetfält i ISM för att skapa så starka magnetfält - ja, så mycket att teorin om ambipolär diffusion måste tillämpas för att minska fältet i normala stjärnor. Denna teori kräver att fältet förblir stabilt under en längre tid, och det är oklart om ett sådant snett roterande fält skulle kunna klara det. Ett annat problem med denna teori är att förklara varför endast en liten del av stjärnor av A-typ uppvisar dessa höga fältstyrkor. 
Den andra generationens teori är dynamoeffekt inom roterande kärnor i Ap-stjärnor. Magnetfältets sneda natur kan emellertid ännu (2005) inte framställas så här av denna modell, eftersom man alltid kan komma till ett fält antingen i linje med rotationsaxeln eller i 90° vinkel till den. Det är också oklart om det är möjligt att generera så stora dipolfält enligt denna förklaring på grund av den långsamma rotationen av stjärnan. Även om detta kan förklaras genom att förutsätta en snabbt roterande kärna med en hög rotationsgradient till ytan, är det osannolikt att ett ordnat axisymmetriskt fält skulle bli resultatet.

## Överskottspunkter
De rumsliga placeringen av de kemiska överskotten har visat sig vara kopplade till magnetfältets geometri. Vissa av dessa stjärnor har visat variationer i radiell hastighet som härrör från pulseringar på några minuter. För att studera dessa stjärnor används högupplöst spektroskopi tillsammans med Doppleravbildning som använder rotationen för att sammanställa en karta över stjärnans yta. Dessa fläckar av överskott kallas ofta överskottspunkter.

## Snabbt oscillerande Ap-stjärnor
Se Snabbt pulserande Ap-stjärna